# Souad Sbai
 (septembre 2016).
Améliorez-le ou discutez des points à vérifier. 
 (décembre 2010).
Si vous disposez d'ouvrages ou d'articles de référence ou si vous connaissez des sites web de qualité traitant du thème abordé ici, merci de compléter l'article en donnant les références utiles à sa vérifiabilité et en les liant à la section « Notes et références ».
 (novembre 2016).
Souad Sbai, née le 5 février 1961 à Settat, est une journaliste et femme politique italienne d'origine marocaine. 
Elle est active notamment dans le milieu associatif en l'Italie, dénonce les injustices faites aux femmes issues de l'immigration. Elle écrit dans plusieurs journaux. Elle a été élue députée en 2008 dans la circonscription des Pouilles, sous l'étiquette du Peuple de la liberté (centre-droit).

## Biographie

### Formation
- Diplômé en littérature et en philosophie à l'Université La Sapienza à Rome.
- Thèse sur la loi islamique.
- Doctorat en droit comparé à la Deuxième Université de Naples, Faculté des études politiques et de l'enseignement supérieur dans la cuisine européenne et la Méditerranée, «Jean Monnet». Thèse: "Les droits des femmes et des organisations de femmes dans les pays du Maghreb", année universitaire 2004/2005.
- Conférencier pour le Master de médecine sociale, organisée en 2006 par l'Université Saint-Andrew à Rome. Thème: "infibulation".
- Conférencier pour le Master «Immigration et intégration», à la Seconde Université de Naples, Faculté des études politiques et de l'enseignement supérieur européens et méditerranéens, "Jean Monnet", année universitaire 2005/2006.
- Maître de conférences pour des séminaires à l'Université La Sapienza, l'université de Roma Tre et la Seconde Université de Naples.
- Participation à des conférences et séminaires internationaux sur les questions d'immigration.

### Carrière professionnelle et associative
- Journaliste et rédacteur en chef du mensuel en langue arabe Al Arab Maghrebiya (étrangers à l'éditeur en Italie).
- Chroniqueur de journal pour "l'avenir".
- Chroniqueur pour le journal en ligne «l'Occident».
- Acmid-président de la femme à but non lucratif (Association des femmes marocaines en Italie) depuis 1997.
- Promoteur du Centre Culturel "Averroès" à Rome pour la diffusion des cultures méditerranéennes.
- Directeur des relations publiques de la revue "Beyond" mensuelles de 1994 à 1998.
- Raitre Collaborateur pour le programme d'immigration «Un monde en couleurs de 2004 à 2005.

### Carrière politique
- Membre du Parlement italien, XVIe législature
- Membre depuis 2005 de la Fédération pour l'islam modéré et pluraliste créé au Ministère de l'Intérieur.
- En 2007, membre de la Commission "Immigration et Santé", créé au Ministère de la Santé.